# Merope (gênero)
Merope é um género botânico pertencente à família Rutaceae.

## Espécies
- Merope angulata
- Merope aretioides
- Merope argentea
- Merope caespititia
- Merope erythractis
- Merope kunthiana
- Merope piptolepis
- Merope schultzii
- Merope spinosa
- Merope virescens